# 布罗肯希尔

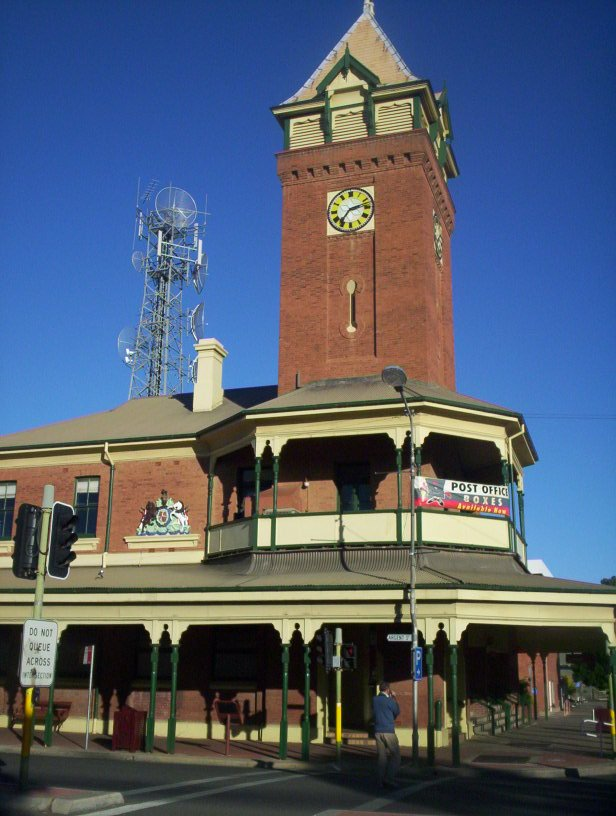
布羅肯希爾郵政局

布罗肯希尔（英語：Broken Hill，又译断山），是澳大利亚新南威尔士州内陆地区西端的一座采矿城市及地方政府区域，也是世界最大的综合矿业公司——必和必拓的发祥地，2006年人口18,854人。

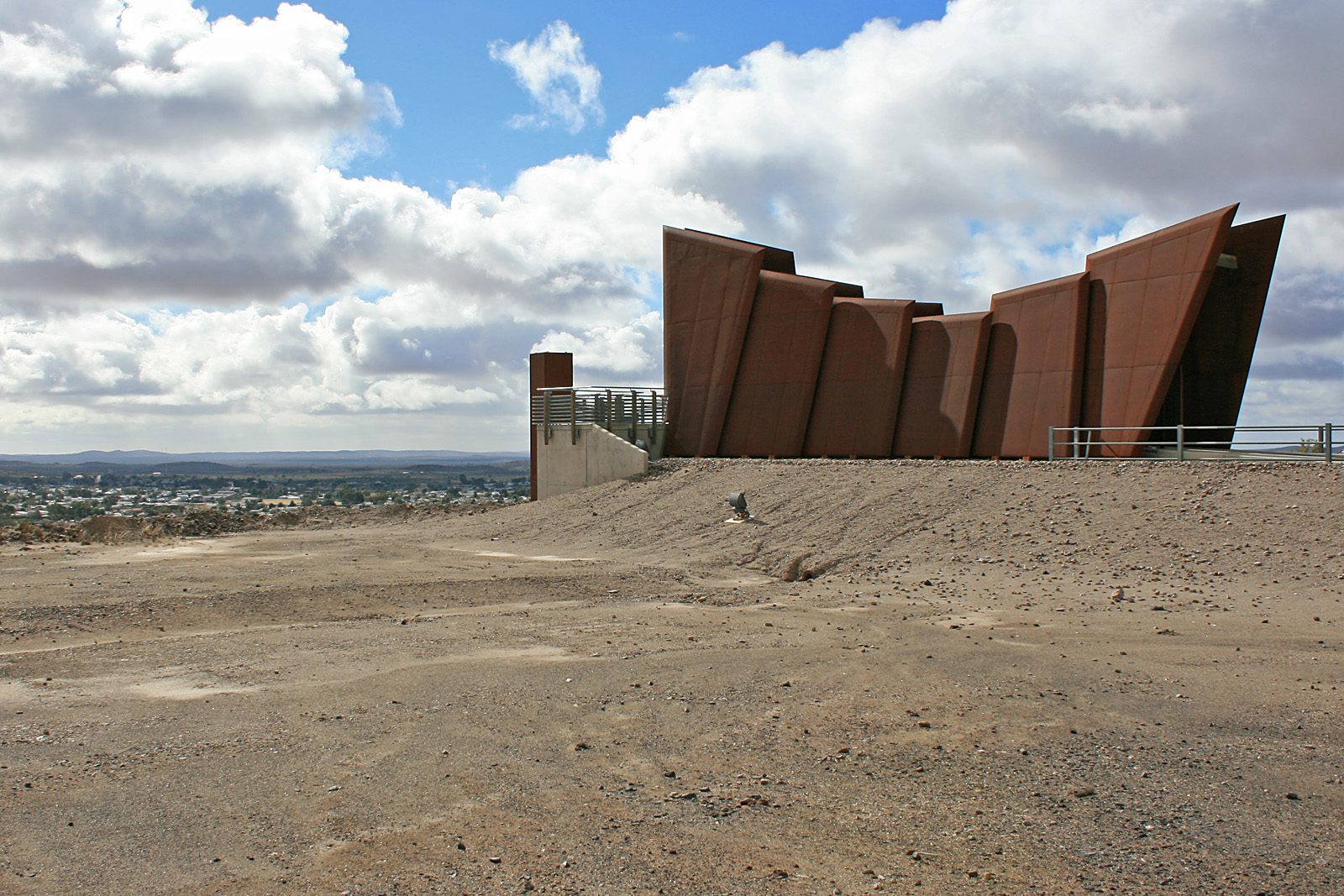
礦工紀念館